# Cung điện Windsor (Bangkok)

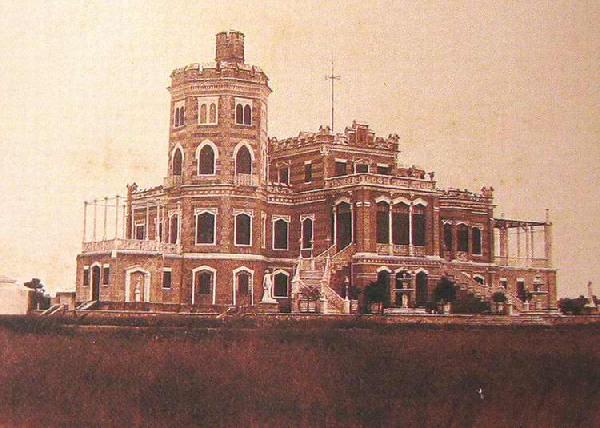
Cung điện Windsor, ngay sau khi xây dựng

Cung điện Windsor, còn được gọi là Wang Klang Thung hay Wang Mai, là một dinh thự hoàng gia ở Bangkok, Thái Lan. Công trình được xây dựng theo lệnh của Vua Chulalongkorn (Rama V) để làm nơi ở của Thái tử Vajirunhis. Cung điện sau đó trở thành một phần của Đại học Chulalongkorn, nhưng cuối cùng thì nó đã bị phá bỏ để nhường chỗ cho việc xây dựng Sân vận động Suphachalasai (Sân vận động Quốc gia Thái Lan). Cái tên Windsor của cung điện được đặt bởi người nước ngoài ở Thái Lan thời đó, do kiến trúc có phần giống với Lâu đài Windsor ở Vương quốc Anh. Người dân địa phương gọi kiến trúc này là Wang Klang Thung hoặc Wang Mai.